# Aqan Sataev
Aqan Qarğambaiūly Sataev (in kazako Ақан Қарғамбайұлы Сатаев?; in russo Акан Каргамбаевич Сатаев?, Akan Kargambaevič Sataev; Karaganda, 23 dicembre 1971) è un regista kazako.

## Biografia
Figlio di una coppia di attori teatrali, entrambi artisti del popolo dell'Unione Sovietica, ha cominciato la sua carriera da regista negli anni '90 dirigendovi oltre 300 videoclip. Il suo primo film, il neo-noir Reketir (2007), ha incassato l'equivalente di oltre 1 milione di dollari al botteghino kazako, una cifra notevole considerando che all'inizio dello stesso decennio la produzione cinematografica nazionale si era pressoché azzerata.
Ha fondato la casa di produzione Sataifilm.
Nel corso degli anni 2010 Sataev è diventato uno dei registi di punta dell'industria cinematografica locale, specializzandosi in colossal storici–epici sul passato del Kazakistan, come ad esempio la vita della regina massageta Tomiri (Tomiris - Principessa guerriera; 2019), la guerra contro il Khanato degli Zungari (Jaujürek myñ bala; 2011) e le imprese di Qasym Khan durante il Khanato di Kazach (Ūly dala tañy; 2022). Diversi suoi film sono stati scelti come rappresentanti nazionali per l'Oscar al miglior film straniero: nel 2011 il thriller Zabludivšijsja, nel 2013 il già citato Jaujürek myñ bala e nel 2018 un film drammatico sulla collettivizzazione sovietica, Anağa aparar jol.

### Rapporti con Nursultan Nazarbaev
Considerato un "regista di regime" del Presidente autoritario Nursultan Nazarbaev, con il quale ha intrattenuto un rapporto privilegiato sino alla sua definitiva esautorazione nel 2022, diversi dei film storici che ha diretto sono stati scritti o prodotti dalla figlia di quest'ultimo, Älija Nazarbaeva. Sataev ha però respinto le accuse di realizzare propaganda, sostenendo di voler solamente dare una buona immagine della storia kazaka ai propri concittadini e all'estero. Nel 2019 ha diretto il sesto capitolo di una serie di film agiografici sulla vita di Nazarbaev, che ne loda la decisione di spostare la capitale del Paese da Almaty ad Astana come: «la lungimirante realizzazione della grande impresa storica cominciata da Ablai Khan e per la quale l'eroico popolo kazako ha combattuto per secoli».
Ha ricoperto nel corso degli anni diverse posizioni nell'ordinamento cinematografico nazionale, come quella di direttore artistico dell'Almaty Film Festival e di membro del CdA dell'Astana Film Fund. Il 7 luglio 2020 è stato nominato presidente della principale casa di produzione di proprietà dello Stato, la Qazaqfil'm, carica che ha ricoperto fino alle sue dimissioni spontanee nel settembre 2022. Nel 2023 la procura di Almaty ha aperto un'indagine per l'appropriazione indebita di oltre 400 milioni di tenge dei 4 miliardi stanziati dalla Qazaqfil'm per la produzione del suo film Ūly dala tañy (2022), all'epoca in cui ne era presidente.

## Filmografia
- Reketir (2007)
- Zabludivšijsja  (2009)
- The Liquidator  (2011)
- Jaujürek myñ bala (2011)
- Reketir 2 (2015)
- Hacker - Soldi facili (Hacker) (2016)
- Anağa aparar jol (2016)
- Rajony (2016)
- Biznesmeny (2018)
- Tomiris - Principessa guerriera (Tomiris) (2019)
- Put' lidera. Astana (2019)
- Bokser (2021)
- Ūly dala tañy (2022)
- Nauči menja žit' (2023)
- Änel (2024)
- Reketir 3 (2025)